# The Lumineers (album)
The Lumineers est le premier album du groupe de folk rock américain éponyme The Lumineers. Il est paru en France le 3 avril 2012. Il a atteint la seconde position sur le classement Billboard 200.

## Liste des pistes
Toutes les chansons sont écrites et composées par The Lumineers.
| 1.    | Flowers in Your Hair | 1:49 |
| 2.    | Classy Girls         | 2:45 |
| 3.    | Submarines           | 2:43 |
| 4.    | Dead Sea             | 4:07 |
| 5.    | Ho Hey               | 2:43 |
| 6.    | Slow It Down         | 5:07 |
| 7.    | Stubborn Love        | 4:39 |
| 8.    | Big Parade           | 5:27 |
| 9.    | Charlie Boy          | 4:21 |
| 10.   | Flapper Girl         | 3:15 |
| 11.   | Morning Song         | 5:16 |
| 42:15 |                      |      |

## Classements hebdomadaires
| Classement (2012-2013)        | Meilleure position |
| ----------------------------- | ------------------ |
| Allemagne (Media Control AG)  | 17                 |
| Australie (ARIA)              | 7                  |
| Autriche (Ö3 Austria Top 40)  | 24                 |
| Belgique (Flandre Ultratop)   | 41                 |
| Belgique (Wallonie Ultratop)  | 54                 |
| Danemark (Tracklisten)        | 28                 |
| Espagne (Promusicae)          | 21                 |
| États-Unis (Billboard 200)    | 2                  |
| France (SNEP)                 | 19                 |
| Irlande (IRMA)                | 4                  |
| Italie (FIMI)                 | 24                 |
| Norvège (VG-lista)            | 18                 |
| Nouvelle-Zélande (RIANZ)      | 14                 |
| Pays-Bas (Mega Album Top 100) | 6                  |
| Portugal (AFP)                | 19                 |
| Royaume-Uni (UK Albums Chart) | 8                  |
| Suède (Sverigetopplistan)     | 27                 |
| Suisse (Schweizer Hitparade)  | 20                 |

### Certifications
| Pays        | Organisme | Certification | Ventes    |
| ----------- | --------- | ------------- | --------- |
| Allemagne   | (BVMI)    | Or            | 100 000   |
| Canada      | (CRIA)    | 3 × Platine   | 240 000   |
| États-Unis  | (RIAA)    | 3 × Platine   | 3 000 000 |
| France      | (SNEP)    | Or            | 50 000    |
| Irlande     | (IRMA)    | Or            | 15 000    |
| Royaume-Uni | (BPI)     | Platine       | 600 000   |